# Сарткожаулы, Каржаубай
Каржаубай Сарткожаулы (каз. Қаржаубай Сартқожаұлы; 22 марта 1947, Баян-Ульгийский аймак, Монгольская Народная Республика — 27 июля 2024) — учёный-тюрколог. Директор Научно-исследовательского института тюркологии и алтаеведения.

## Учёные и академические степени
В 1989 году защитил степень кандидата исторических наук в Институте истории-этнологии имени Ч. Валиханова.
В 2008 году защитил степень доктора филологических наук в институте лингвистики им. А. Байтурсынова.
В 2008 году ему было присвоено звание академика Международной академии Чингизхана.
В 2013 году был избран в члены Международной Академии тюркской истории имени Ататюрка.
Умер 27 июля 2024 года в возрасте 77 лет.

## Научные интересы
Один из сторонников гипотезы тюркского происхождения Чингисхана. Делом всей жизни считает изучение каменных стел.
Автор идеи фильма «Культегин» режиссёра Асемгазы Капанулы.
Автор 17 монографий, свыше 260-ти научных и научно-познавательных статей.
Автор ряда книг о тюркском наследии — «Объединенный каганат тюрков» (Астана, 2001), «Орхон мұралары» (Астана, 2003), «Орхон ескерткіштерінің атласы» (Астана, 2005,) «Атлас Орхонских памятников» (Астана, 2007,), «Байырғы түрік жазуының генезисі» (Астана, 2007), «Орхон мұралары, ІІ том» (Алматы, 2011).

## Монографии
1. Объединенный Тюркский каганат. Астана, 2002
2. Орхонские памятники. 1-я книга. Астана, 2003
3. Полный Атлас Орхонских памятников. І том (на каз. языке), 2005
4. Полный Атлас Орхонских памятников. І том (на русс. языке, вместе с М.Жолдасбековой), 2007
5. Генезис древнетюркской письменности. Астана, 2007
6. Генезис древнетюркской письменности. Павлодар, 2010
7. Литературные образцы древнетюркской письменности: Орхонские памятники. «Ел-шежіре», Алматы, 2011
8. Орхонские памятники. 2-я книга. «Абзал-ай», Алматы, 2012
9. Генезис древнетюркского рунического письма (на русс. языке). «Абзал-ай», Алматы 2012
10. Подземный мовзолей Майхан-уле в период речнего средневековья. Археологический росковка и исследование (вместе с Л.Эрденболд, К.Жантегин, А.Очар га монг. языке) Улан-Батор, 2013
11. Уйсуньское ханство (на каз. языке) «Арна», Алматы, 2016
12. Древнетюркских малые надписи в Монголий. 2016
13. Традиция каменных письменных источников (сборник научных статей) Алматы, 2017
14. Тайны каменных книгах (сборник научных статей) Алматы, 2017
15. Полный Атлас Орхонских памятников. І, ІІ том, Алматы, 2019
16. Полный Атлас Орхонских памятников (Малые надписи) вместе с К.Жантегином. ІІІ том, Алматы, 2019
17. Керейлердің этникалық тарихы (ж.с.б ІІ — ж.с. ІІІ ғғ.) Астана, 2022

## Награды, признание
Каржаубай Сарткожаулы является обладателем премии «Күлтегін» за вклад, внесенный в область тюркологии.
Указом Президента РК награждён орденом «Курмет» (5 декабря 2018)